# Darío Grandinetti
Darío Grandinetti (Rosario, 5 marzo 1959) è un attore argentino.

## Biografia
Inizia la sua carriera come attore televisivo, gradualmente passa al cinema. Debutta sul grande schermo nel 1984 con il film argentino Darse cuenta. La sua filmografia è prevalentemente argentina o di coproduzioni fatte con il suo paese. Il suo primo lavoro in una produzione straniera è il film boliviano El Día que murió el silencio del 1998.
Nel 2002 interpreta la parte del giornalista argentino Marco Zuluaga amico di Benigno nel film di Pedro Almodóvar Parla con lei (Hable con ella) che vinse il Premio Oscar per la miglior sceneggiatura originale. Dopo questo successo recita ancora in Spagna in diversi film e partecipa come ospite in alcune serie televisive. In Italia è stato diretto da Sergio Rubini nel film L'amore ritorna del 2004.
È considerato uno dei migliori attori argentini attuali.

## Vita privata
È stato sposato due volte e da questi matrimoni ha avuto tre figli.

## Filmografia

### Cinema
- Darse cuenta, regia di Alejandro Doria (1984)
- Esperando la carroza, regia di Alejandro Doria (1985)
- La búsqueda, regia di Juan Carlos Desanzo (1985)
- Les longs manteaux, regia di Gilles Béhat (1986)
- Seguridad personal, regia di Aníbal Di Salvo (1986)
- Il giardino segreto del signor Lopez (Las puertitas del señor López), regia di Alberto Fischerman (1988)
- Cien veces no debo, regia di Alejandro Doria (1990)
- La pandilla aventurera, regia di Miguel Torrado (1990)
- El lado oscuro del corazón, regia di Eliseo Subiela (1992)
- La balada de Donna Helena, regia di Fito Páez - cortometraggio (1994)
- Las cosas del querer 2ª parte, regia di Jaime Chávarri (1995)
- No te mueras sin decirme adónde vas, regia di Eliseo Subiela (1995)
- El dedo en la llaga, regia di Alberto Lecchi (1996)
- Despabílate amor, regia di Eliseo Subiela (1996)
- Sus ojos se cerraron y el mundo sigue andando, regia di Jaime Chávarri (1997)
- El día que murió el silencio, regia di Paolo Agazzi (1998)
- El amateur, regia di Juan Bautista Stagnaro (1999)
- Operación Fangio, regia di Alberto Lecchi (1999)
- El lado oscuro del corazón 2, regia di Eliseo Subiela (2001)
- La casa de Tourner, regia di Jorge Caterbona (2001)
- Parla con lei (Hable con ella), regia di Pedro Almodóvar (2002)
- Ilusión de movimiento, regia di Héctor Molina (2003)
- Killing words - Parole assassine (Palabras encadenadas), regia di Laura Mañá (2003)
- Tiempo de tormenta, regia di Pedro Olea (2003)
- El juego de Arcibel, regia di Alberto Lecchi (2003)
- Ciudad del sol, regia di Carlos Galettini (2003)
- L'amore ritorna, regia di Sergio Rubini (2004)
- El año del diluvio, regia di Jaime Chávarri (2004)
- Próxima Salida, regia di Nicolás Tuozzo (2004)
- Segundo asalto, regia di Daniel Cebrián (2005)
- La peli, regia di Gustavo Postiglione (2007)
- Matar a Todos, regia di Esteban Schroeder (2007)
- ¡Pega Martín pega!, regia di León Errázuriz (2007)
- La carta esférica, regia di Imanol Uribe (2007)
- ¿De quién es el portaligas?, regia di María Cecilia López e Fito Páez (2007)
- Quiéreme, regia di Beda Docampo Feijóo (2007)
- Sleeping Around, regia di Marco Carniti (2008)
- Bodas de Papel, regia di André Sturm (2008)
- El frasco, regia di Alberto Lecchi (2008)
- Días de mayo, regia di Gustavo Postiglione (2008)
- Algo habrán hecho, regia di Pablo Faro, Gabriel Medina e Fernando Nogueira (2008)
- Horizontal/Vertical, regia di Nicolás Tuozzo (2009)
- Carne de neón, regia di Paco Cabezas (2010)
- Matrimonio, regia di Carlos Jaureguialzo (2013)
- Inevitable, regia di Jorge Algora (2013)
- Storie pazzesche (Relatos salvajes), regia di Damián Szifron (2014) - (segmento "Pasternak")
- Bienvenido León de Francia, regia di Néstor Zapata (2014)
- Francisco - El Padre Jorge, regia di Beda Docampo Feijóo (2015)
- Julieta, regia di Pedro Almodóvar (2016)
- El peso de la ley, regia di Fernán Mirás (2017)
- Giusta causa (Despido procedente), regia di Lucas Figueroa (2017)
- Fontanarrosa, lo que se dice un ídolo, regia collettiva (2017) - (segmento "El asombrado")
- Te esperaré, regia di Alberto Lecchi (2017)
- The Fisherman, regia di José Glusman (2017)
- La reina del miedo, regia di Valeria Bertuccelli e Fabiana Tiscornia (2018)
- El pacto, regia di David Victori (2018)
- Rojo, regia di Benjamín Naishtat (2018)
- La casa de los conejos, regia di Valeria Selinger (2020)
- La isla de las mentiras, regia di Paula Cons (2020)

### Televisione
- Señorita Andrea – serie TV, episodi 1x1 (1980)
- Dónde pueda quererte – serie TV, 19 episodi (1980)
- Bianca – serie TV, 11 episodi (1980)
- Herencia de amor – serie TV, 19 episodi (1981)
- El ciclo de Guillermo Bredeston y Nora Cárpena – serie TV, 4 episodi (1981)
- Un hombre como vos – serie TV, 19 episodi (1982)
- Tal como somos – serie TV, 19 episodi (1984)
- Situación límite – serie TV, 19 episodi (1984)
- Coraje, mamá – serie TV, 19 episodi (1985)
- Querido salvaje – serie TV (1986)
- Ficciones – serie TV, episodi 1x1-1x2-1x3 (1987)
- Primera función – serie TV (1990)
- La bonita página – serie TV (1990)
- Atreverse – serie TV, 6 episodi (1990-1991)
- El oro y el barro – serie TV, 120 episodi (1991)
- Amores – serie TV (1992)
- Zona de riesgo – serie TV, episodi 6x1 (1993)
- Apasionada – serie TV, 5 episodi (1993)
- Los machos – serie TV, 29 episodi (1994)
- Fiscales – miniserie TV, 19 episodi (1998)
- Chiquititas – serie TV, episodi 5x1 (1999)
- Tiempo final – serie TV, episodi 1x17-2x2-3x8 (2000-2002)
- Algo habrán hecho – documentario serie TV, episodi 2x1-2x4 (2006)
- Tiempo de pensar – serie TV, episodi 1x3 (2011)
- Televisión por la inclusión – miniserie TV, episodi 1x1-1x2 (2011)
- Santos y pecadores – miniserie TV, episodi 1x5 (2013)
- Variaciones Walsh – serie TV, episodi 1x5 (2015)
- La Casa del Mar – miniserie TV, 4 episodi (2015)
- La Casa del Mar – serie TV, 12 episodi (2015-2016)
- El hipnotizador – serie TV, episodi 2x1-2x3 (2017)
- El Lobista – miniserie TV, 10 episodi (2018)
- Hierro – serie TV, 10 episodi (2019-2021)
- Maradona: sogno benedetto (Maradona: sueño bendito) - serie TV (2021)

## Doppiatori italiani
- Roberto Pedicini in Parla con lei, Julieta
- Gaetano Varcasia in Storie pazzesche

## Premi e riconoscimenti

### Festival internazionale del cinema di San Sebastián
- 2018: - Concha de Plata al miglior attore per Rojo